# Уния (хоккейный клуб)
Хокке́йный клуб «Уния» Осве́нцим — польский хоккейный клуб из города Освенцим. Основан в 1946 году. C 1958 по 1999 год клуб носил название КС «Уния» Освенцим, а с 1999 по 2006 — Двори Уния Освенцим. В 2006 клуб получил своё нынешнее название.

## Достижения
- Чемпионат Польши по хоккею:
  - Победители (8)  : 1992, 1998, 1999, 2000, 2001, 2002, 2003, 2004
  - Серебряный призёр (7)  : 1991, 1993, 1994, 1995, 1996, 1997, 2005
  - Бронзовый призёр (2)  : 2011, 2012

- Кубок Польши по хоккею
  - Обладатели (2) : 2000, 2003
  - Финалист (3)  : 2005, 2011, 2012

## Известные игроки
Евгений Александрович Млинченко (1972) — советский и украинский хоккеист, нападающий, игрок сборной Украины на чемпионате мира 1995 (группа С1) — 3 место и чемпионате мира 1996 (группа С) — 2 место.